# Tigris a hóban
A Tigris a hóban (olaszul: La tigre e la neve) 2005-ben készült olasz film Roberto Benigni rendezésében és szereplésével.
A film romantikus vígjáték, mely Rómában és az amerikaiak által megszállt Bagdadban játszódik az iraki háború idején. A történetet a Csipkerózsika című mese inspirálta. Az első jelenet a szerelem dicsőítése, az emberiség legnagyobb erénye, míg a befejezést megtűzdelték különféle költői utalásokkal.